# 新民龙属
新民龙属（学名：Xinminosaurus）是鱼龙目杯椎鱼龙科已灭绝的一个属，生存于晚三叠世（安尼期中晚期）的中国贵州。

## 词源
属名取自发现化石的贵州省盘州市新民镇及希腊语sauros（蜥蜴）。种名取自希腊语kataktes（粉碎者），指该分类单元的一项自衍征，即上颌骨和后齿骨有侧扁的球根状压碎齿。

## 发现
正模标本GMPKU-P-1071是一副接近完整的骨骼，现存放在北京大学地质博物馆。其收集自关岭组上段的牙形石Nicoraella kockeli生物带（安尼期佩尔森亚期），发现于盘州市新民镇羊圈村附近。迈施提出新民龙可能是穹齿鱼龙的次异名。尽管江大勇等人认为穹齿鱼龙可能是疑名，但迈施驳斥了该观点，并指出穹齿鱼龙易于鉴别，其特征在于齿骨明显的自衍征，因此即便是颌骨与牙齿碎片仍可鉴别，故本属是一个有效分类单元。此外，作者指出穹齿鱼龙与除新民龙外的所有其它已知海洋爬行动物均差异明显。根据迈施的研究，这两个分类群之间的唯一区别是穹齿鱼龙标本平均尺寸是新民龙的两倍。
穆尔德与雅格特（2019年）发现先前认为属于沧龙的“帝汶球齿龙”（"Globidens" timorensis）并非沧龙，而是一种类似新民龙的鱼龙。

## 描述
新民龙正模标本全长2.32（7.6英尺），颅骨长29（11英寸）。颅骨保存不佳，使其大部分解剖特征变得模糊不清。新民龙牙齿缺乏收缩。上颌骨及齿骨后部的牙齿呈球状但侧扁。这些骨骼上的替换齿并不位于髓腔中，而是以第二排牙齿的形式存在。颚尖可能无齿，齿骨前部牙齿则呈锥形。

### 颅后骨骼
新民龙共有140节椎骨。其中60节左右位于臀部之前，该数目很大，类似某些其它鱼龙。后面还有3节骶椎和77节尾椎。像其它鱼龙超目一样，尾部中段有一明显弯曲，此处神经棘前斜。新民龙尾部自第38节尾椎起呈35°下弯。
每个肩胛骨均宽阔的扇形肩胛和一个形成肩关节的突起构成，二者被骨干分开。后者下端向外弯曲、具有凹口、向前延伸距离远于向后延伸距离。喙骨宽度大于长度。新民龙有短而宽的锁骨。间锁骨没有指向后方的突起。
新民龙长长的肢骨对鱼龙类来说并不典型。肱骨前缘有刃状突起，是鱼龙超目特征之一。肱骨中部不窄于末端。尺骨下端非常大，向上弯曲且沿骨干上延超过一半。新民龙有三块上腕骨，均呈矩形，其中尺骨最大。该属腕部的独特特征包括两块下腕骨即第3与第4远端腕骨融合及缺乏骨质的第1远端腕骨。另一块远端腕骨，即第2远端腕骨大致呈椭圆形。新民龙掌骨狭窄，与非鱼龙目鱼龙超目的歌津鱼龙类似，其中第一块最短、第三及第四块最长。前四块形如沙漏，第五块则呈肾形。前鳍每指骨骼数目分别为3、5、5、5、2，对鱼龙类来说很少。指骨很长，至少靠上者呈沙漏状。
上下后肢均短于前肢。胫骨上端几乎是下端的两倍宽。新民龙有两块上踝骨，靠后者（跟骨）大于靠前者（距骨）且均大致呈圆形。下踝骨类似下腕骨，具有缺失的第1远跗骨和融合的第3及第4远跗骨。跖骨及趾骨与前鳍掌骨及指骨类似，但后鳍每趾确切趾骨数目未知。